# Canal de Caen
O Canal de Caen, (ou, em francês, Canal de Caen à la mer) é um canal fluvial que liga a cidade de Caen, na França, ao porto da cidade de Ouistreham no Canal da Mancha no Departamento de Calvados, França.

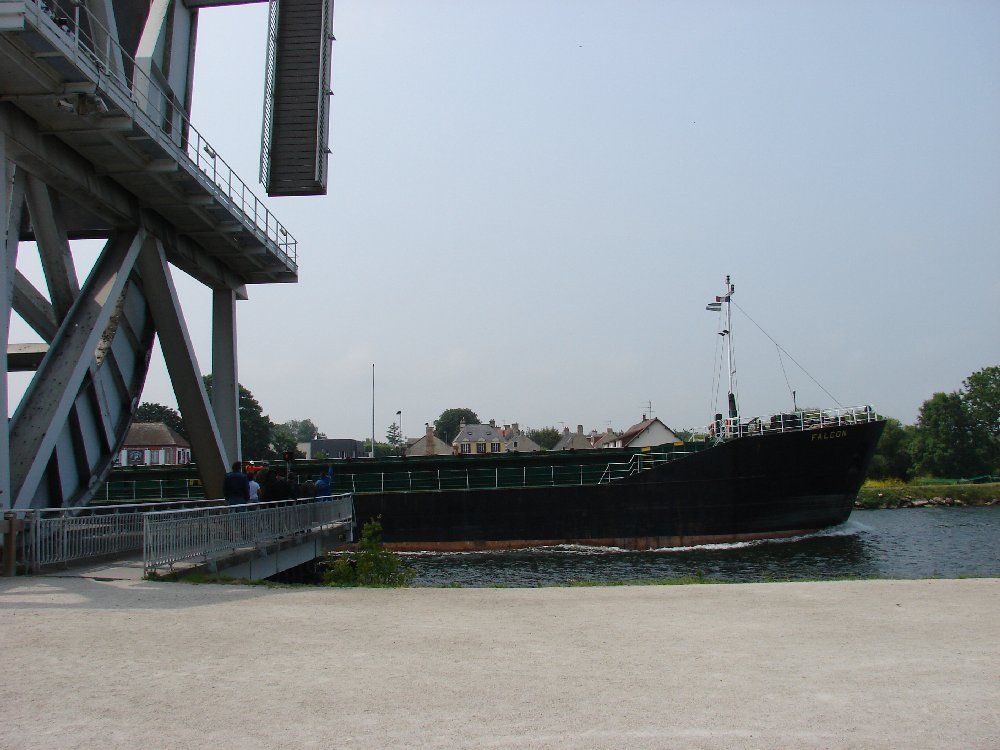
Navio no Canal de Caen, junto à Ponte Pegasus, que encontra-se levantada.

O canal corre paralelo ao rio Orne, de onde vem a sua água, tem 14 quilômetros de extensão e duas eclusas. Foi inaugurado no dia 23 de agosto de 1857 pelo imperador francês Napoleão III e sua esposa, Imperatriz Eugenia e sua profundidade máxima era de quatro metros.
O canal inicia-se na bacia Saint Pierre, no porto de Caen, onde há vários cais. A profundidade atual do canal é de cerca de 10 metros e sua largura chega a 200 metros, junto à bacia de Calix. 
O cais de Blainville-sur-Orne tem cerca de 600 metros de extensão. Nele está localizado um porto comercial que é o quarto mais importante porto francês de importação de madeiras exóticas, a maior parte proveniente do Golfo da Guiné. Além disso, é também porto de embarque e desembarque de ferro, fertilizantes, carvão e materiais de construção civil. Pelo porto se exportam os cereais produzidos na região, para o que há um silo com capacidade para 33.000 toneladas de grãos.
Uma das eclusas no porto de Ouistreham permite a passagem de navios com até 200 metros de comprimento.
Na comuna de Bénouville o canal passa próximo ao Castelo de Bénouville. Também nesta região, o canal é cruzado pela Ponte Pegasus.

## Comunas atravessadas pelo Canal de Caen
- Caen
- Hérouville-Saint-Clair
- Colombelles
- Blainville-sur-Orne
- Bénouville (Calvados)
- Ouistreham